# 人子 (畫作)
《人子》（法語：Le fils de l'homme），又稱《男人之子》或《戴黑帽的男人》，是1964年比利時超現實主義畫家雷內·馬格利特繪製的一幅畫作。它是一幅自畫像，繪製的是一個戴著圓頂硬禮帽、穿著長大衣、打紅色領帶的男子形象，背景是雲、大海和一堵矮牆。男子的臉被一個懸空的青苹果擋住了，但他仍從苹果的邊緣上窺視著觀眾。男子的左臂詭異地向後彎折。作爲一幅有名的超現實主義作品，它出現在了後世的許多電影作品如《聖山》、《偷天遊戲》、《口白人生》中。
用馬格利特自己的話來説：
（這幅畫）很好地遮住了臉...這种事一直都在發生。我們看到的東西總是互相遮蔽，而我們又總想知道被擋住的是什麽...這不是一個簡單的什麽被擋住了什麽沒有被擋住的問題...而是一個被擋住的和沒被擋住的之間可見性差異的問題。